# Rotes Kreuz (Darmstadt)
Das Rote Kreuz ist ein Bauwerk in Darmstadt. 

## Beschreibung und Geschichte
Das Rote Kreuz steht ungefähr in der Mitte zwischen Darmstadt und Roßdorf im Waldgewann „Der Kohlberg“ im Darmstädter Ostwald.
Es befindet sich zwischen der „Aschaffenburger Straße“ und der „Hanauer Straße“/Bundesstraße 26. Das Rote Kreuz ist ein ca. 1,40 m hohes Kreuz aus rotem Odenwälder Buntsandstein.
Unmittelbar südlich des Kreuzes stehen drei schlichte Bänke ebenfalls aus Buntsandstein.

## Legende
Der Legende nach soll vor einigen hundert Jahren hier ein weißes Holzkreuz gestanden haben.
Christliche Prozessionen und Wallfahrten führten an dem Kreuz vorbei.
Die Gläubigen rasteten und beteten an diesem Ort.
Eines Tages soll einer der Pilger von Wegelagerern überfallen worden sein.
Schwer verletzt schleppte sich der Unbekannte noch bis zu dem weißen Holzkreuz, wo er verstarb.
Am nächsten Tag fand man seinen Leichnam, der das Kreuz noch im Sterben umklammerte und es blutverschmiert hinterließ.
Danach versuchte man mehrmals, die Blutflecken zu entfernen und weiß zu übertünchen.
Aber sie kamen immer wieder – wie ein Mahnmal – zum Vorschein.
Schließlich wusste man sich nicht anders zu helfen und strich das ehemals weiße Kreuz mit blutroter Farbe an.
Um die Mitte des 19. Jahrhunderts wurde das Holzkreuz durch das jetzige rote Sandsteinkreuz ersetzt. 